# Universidad de Yangon
La Universidad de Yangon (también Universidad de Yangon ; birmano: ရန်ကုန် တက္ကသိုလ် ; anteriormente Rangoon College , Universidad de Rangoon y Universidad de Artes y Ciencias de Rangoon ), ubicada en Kamayut, Yangon, es la universidad más antigua del sistema educativo moderno de Myanmar y la universidad más conocida de Myanmar. La universidad ofrece principalmente programas de licenciatura y posgrado (licenciatura, maestría, diploma de posgrado y doctorado) en artes liberales , ciencias.y ley . Los títulos de licenciatura a tiempo completo no se ofrecieron en el campus principal de la universidad después de las protestas estudiantiles de 1996. La licenciatura se volvió a ofrecer a partir de 2014 a los mejores estudiantes del país. Hoy en día se ofrecen títulos en Ciencias Políticas a estudiantes de pregrado, así como diplomas de posgrado en áreas como trabajo social y geología.
Inicialmente, la mayoría de las universidades importantes del país dependían de la Universidad de Yangon. Hasta 1958, cuando la Universidad de Mandalay se convirtió en una universidad independiente, todas las instituciones de educación superior en Myanmar estaban bajo la Universidad de Yangon. Después de la Ley de Educación Universitaria de 1964, todos los colegios e institutos profesionales de la universidad, como el Instituto de Medicina 1 , el Instituto de Tecnología de Rangún y el Instituto de Economía de Rangún, se convirtieron en universidades independientes, dejando a la Universidad de Rangún con las artes liberales, las ciencias y el derecho. En Myanmar, la responsabilidad de la educación superior depende de varios ministerios. La Universidad de Yangon depende del Ministerio de Educación. 
La Universidad de Yangon ha estado en el centro del descontento civil a lo largo de su historia. Las tres huelgas nacionales contra la administración británica (1920, 1936 y 1938) comenzaron en la Universidad de Rangún. Líderes del movimiento independentista birmano como el general Aung San, U Nu, Ba Maw, Kyaw Nyein, Ba Swe, U Thant y Thein Pe Myint. son algunos de los alumnos notables de la universidad. La tradición de protesta estudiantil en la universidad continuó en la era poscolonial, en 1962, 1974, 1988 y 1996.

## Historia
Establecido en 1878 como un colegio afiliado a la Universidad de Calcuta, el Rangoon College fue operado y administrado por el Sindicato de Educación establecido por la administración colonial británica. La universidad pasó a llamarse Government College en 1904 y University College en 1920. La Universidad de Rangoon se fundó en 1920, cuando la University College (Rangoon College - secular) y el Judson College (afiliado a los bautistas) se fusionaron por la Ley de la Universidad de Rangoon .  La American Baptist Mission decidió reconocer a Judson College (anteriormente Baptist College) como una institución separada dentro de la Universidad de Rangoon. La Universidad de Rangún se inspiró en la Universidad de Cambridge y la Universidad de Oxford.  Todas las instituciones posteriores de educación superior fundadas por los británicos fueron colocadas bajo la administración de la Universidad de Rangún: Mandalay College en Mandalay en 1925, Teachers Training College and Medical College en Yangon en 1930, y Agriculture College en Mandalay en 1938.
Aunque solo asistían las élites de la época, la universidad estaba en el centro del movimiento independentista birmano. Los estudiantes protestaron contra el control de la universidad por parte de la administración británica y la Ley de Rangún, que coloca al gobernador como rector de la Universidad de Rangún.  Las tres huelgas nacionales contra el gobierno colonial británico (1920, 1936 y 1938) comenzaron en la universidad. De hecho, el Día Nacional de Myanmar conmemora la rebelión de los estudiantes birmanos en la Universidad de Rangún en 1920. En la década de 1930, la universidad era el semillero del nacionalismo birmano y produjo varios futuros políticos birmanos de alto rango, entre ellos el general Aung San, U Nu, Ba Maw, Kyaw Nyein, Ba Swe, U Thant y Thein Pe Myint.
La Universidad de Rangún se convirtió en una de las universidades más prestigiosas del sudeste asiático y una de las mejores universidades de Asia, atrayendo a estudiantes de toda la región.  Los japoneses ocuparon la Universidad durante la Segunda Guerra Mundial, pero se recuperó y floreció después de que Birmania obtuvo la independencia en 1948. Este período dorado terminó en 1962.
Después del golpe militar de 1962 bajo el general Ne Win y bajo el camino birmano al socialismo, la Universidad de Rangún quedó directamente bajo el control de la Dirección de Educación Superior, una agencia del gobierno central, mientras que anteriormente estaba dirigida por un consejo de profesores. académicos y funcionarios gubernamentales. Además, el medio de instrucción se cambió al birmano, una desviación radical del inglés, que había sido el medio de instrucción de la Universidad desde su fundación. Los estándares educativos comenzaron a declinar notablemente y los organismos internacionales dejaron de reconocer los títulos emitidos u obtenidos en la Universidad.  La universidad también pasó a llamarse Universidad de Artes y Ciencias de Rangún (abreviado RASU), después de que ciertos departamentos y facultades (medicina, economía, educación, etc.) se separaron de la Universidad en 1964.
Los estudiantes de la Universidad de Rangún organizaron una manifestación pacífica y una protesta en el campus contra las `` reglas universitarias injustas '' el 7 de julio de 1962. Ne Win envió a sus tropas para dispersar a los estudiantes. Decenas de estudiantes murieron y la histórica Unión de Estudiantes de la Universidad de Rangún (RUSU) quedó reducida a escombros a la mañana siguiente. 
En noviembre de 1974 murió el exsecretario general de la ONU, U Thant, y el día de su funeral el 5 de diciembre de 1974, los estudiantes de la Universidad de Rangún le arrebataron su ataúd que se exhibía en el hipódromo de Kyaikkasan y erigieron un mausoleo improvisado en los terrenos de la RUSU en Protesta contra el gobierno por no honrar a su famoso compatriota con un funeral de estado. Los militares irrumpieron en el campus el 11 de diciembre y mataron a algunos de los estudiantes, recuperaron el ataúd y enterraron a U Thant al pie de la Pagoda Shwedagon.
Las protestas estudiantiles contra la protesta contra el gobierno socialista del general Ne Win culminaron en 1988. La protesta estudiantil en marzo de 1988 fue recibida con una respuesta violenta del gobierno.
Esto no detuvo las protestas. El 8 de agosto de 1988, estudiantes de todo el país se reunieron para protestar contra el régimen militar. La protesta fue apoyada por cientos de miles de personas que salieron a la calle en protesta contra el régimen militar. Esto se recuerda hoy en el levantamiento de 8888. El movimiento fue aplastado por el jefe de Estado Mayor del ejército, general Saw Maung, quien asumió el mando e instaló el Consejo Estatal de Restauración de la Ley y el Orden (SLORC o na wa ta). Se estima que más de 300 estudiantes murieron en las protestas. En los meses y años que siguieron, muchos más fueron encarcelados.
En 1989, la junta militar cambió los nombres de lugares en todo Myanmar; la Universidad pasó a llamarse Universidad de Yangon. La Universidad estuvo cerrada durante la mayor parte de la década de 1990 por temor a que se repitiera el Levantamiento de 8888. Para evitar que los estudiantes se congregaran, el gobierno dispersó las instituciones y departamentos existentes que componían la Universidad de Yangon en instituciones de aprendizaje separadas repartidas por toda la ciudad. Hasta 2013, en el campus principal de la Universidad solo se llevaron a cabo estudios de posgrado, ciertos cursos profesionales y algunos cursos de diploma. Universidades más nuevas, como la Universidad de Dagon, la Universidad de East Yangon y la Universidad de West Yangon, fueron creadas para atender a estudiantes universitarios. 
La Universidad de Yangon celebró su Jubileo de Diamante en una celebración de una semana, que comenzó el 1 de diciembre de 1995. El Jubileo marcó el establecimiento formal de la escuela de 75 años. Para su conmemoración, el gobierno construyó el Diamond Jubilee Hall, un edificio de cuatro pisos en los terrenos de la Universidad, que costó K 630,000,000, y también se produjo un nuevo juego de sellos postales. Los institutos y departamentos que alguna vez estuvieron afiliados (por ejemplo, el Instituto de Economía de Yangon, que comenzó su vida como un departamento en la Universidad de Yangon), que ya se habían separado, también celebraron.
La transición a un nuevo gobierno en 2011 en Myanmar fue seguida por un renovado enfoque en la educación. En 2013, Daw Aung San Suu Kyi fue nombrada directora del Comité de Mejoramiento y Restauración de la Universidad de Yangon.  En diciembre de 2013, la Universidad volvió a abrir para estudiantes de pregrado. Inicialmente solo se aceptaron 50 estudiantes de pregrado.  En 2014 se promulgó una controvertida Ley Nacional de Educación. Según la ley, la universidad es administrada por el Ministerio de Educación, que también nombra al rector de la universidad.

## Campus
La Universidad de Yangon está ubicada en Yangon, a lo largo de la orilla suroeste del lago Inya , el lago más grande de la ciudad. Está en la esquina de Pyay Road y University Avenue Road en Kamayut Township, al norte del centro de Yangon. El campus moderno de la Universidad de Yangon completó su construcción en 1920. Hay dos campus, a saber, el campus principal y el campus de Hlaing, siendo el primero el más conocido. Judson Church, dentro del campus principal de la Universidad, es una iglesia bautista, y como Judson College, lleva el nombre de Adoniram Judson , un misionero estadounidense del siglo XIX que compiló el primer diccionario birmano-inglés. El campus principal también contiene una sala de convocatorias.

### Vivienda
El alojamiento en Birmania no es mixto y la disponibilidad es limitada. Las salas de mujeres tienen muchas reglas limitadas, mientras que las de hombres algunas.
| - Amara Hall (Departamentos de Filosofía y Bibliotecas y Estudios de la Información) - Salón de Artes (Departamentos de Geografía y Estudios Orientales) - Bago Hall (hombres) - Bagan Hall (mujeres) - Dagon Hall (mujeres) - Inwa Hall (hombres) - Inya Hall (mujeres) - Mandalay Hall (Departamento de Geología) - Marlar Hall (mujeres) | - Nawaday Hall (mujeres) - Panglone Hall (Departamento de Inglés) - Pinya Hall (hombres) - Prome Hall (mujeres) - Ramanya Hall (Departamentos de Derecho, Psicología y Antropología) - Sagaing Hall (hombres) - Salón de Ciencias (Departamentos de Botánica, Química, Matemáticas, Física y Zoología) - Shwebo Hall (mujeres) - Taungoo Hall (departamentos de Myanmar) - Visali Hall (Departamentos de Historia, Arqueología y Relaciones Internacionales) | - Tagaung Hall (mujeres) - Thahtone Hall (hombres) - Thiri Hall (mujeres) - ULB (Departamentos de Estudios Informáticos y Química Industrial) - Yadanar Hall (mujeres) |

### Otros edificios importantes
- Edificio de artes
- Salón de Convocatorias
- Iglesia Judson
- Centro de recreación
- Edificio de Ciencias
- Biblioteca Central de las Universidades
- Salón del Dhamma de las universidades
- Sanatorio de las universidades
- Salón del Jubileo de Diamante de la Universidad
- Hospital Universitario
- Biblioteca de la Universidad de Yangon
- Oficina de correos de la universidad
- Casa de los pintores

## Departamentos principales
1. Departamento de Antropología
2. Departamento de Arqueología
3. Departamento de Botánica
4. Departamento de Química
5. Departamento de Estudios de Computación
6. Departamento de Inglés
7. Departamento de Geografía
8. Departamento de Geología
9. Departamento de Historia
10. Departamento de Química Industrial
11. Departamento de Relaciones Internacionales
12. Departamento de Derecho
13. Departamento de Bibliotecas y Estudios de la Información
14. Departamento de Matemáticas
15. Departamento de Myanmar
16. Departamento de Estudios Orientales
17. Departamento de Filosofía
18. Departamento de Física
19. Departamento de Psicología
20. Departamento de Zoología
21. Departamento de Biología

Cada departamento ofrece un programa de licenciatura. El Departamento de Relaciones Internacionales ofrece dos: la Licenciatura en Artes (Relaciones Internacionales) y la Licenciatura en Artes (Ciencias Políticas).

## Programas
La Universidad de Yangon ofrece programas de licenciatura y posgrado. Los programas de pregrado se subdividen en tres categorías: Artes (BA), Ciencias (B.Sc.) y Derecho (LL.B). La elección de diferentes campos de aprendizaje tiene lugar en la escuela secundaria superior, donde los estudiantes eligen materias particulares dirigidas a su educación terciaria. Los títulos de posgrado se dividen en tres grupos: doctorados, maestrías y diplomas. Aunque YU ya no ofrecía títulos universitarios debido al levantamiento de 1996, ahora se reabrió para los títulos universitarios con el nombre de (COE), lo que literalmente significa Centro de Excelencia.en 2014 y aceptó solo 50 estudiantes selectivamente excelentes para cada campo de estudios. (Aunque los programas de pregrado y posgrado todavía están disponibles en la actualidad, el reconocimiento del estado de COE internacional de la universidad se ha descontinuado).
| Programa                              | Licenciatura         | Maestro                    | Doctorado |
| ------------------------------------- | -------------------- | -------------------------- | --------- |
| Antropología                          | licenciado en Letras | MAMÁ                       | Doctor    |
| Arqueología                           | licenciado en Letras | MAMÁ                       | Doctor    |
| Botánica, Microbiología               | BSc                  | Maestría                   | Doctor    |
| Bioquímica, Química                   | BSc                  | Maestría                   | Doctor    |
| Ciencias de la Computación            | BSc                  | Maestría                   | Doctor    |
| inglés                                | licenciado en Letras | MAMÁ                       | Doctor    |
| Geografía                             | licenciado en Letras | MAMÁ                       | Doctor    |
| Geología,                             | BSc                  | Maestría                   | Doctor    |
| Estudios ambientales                  | BEs                  | ME                         | Doctor    |
| Historia                              | licenciado en Letras | MAMÁ                       | Doctor    |
| Química Industrial                    | BSc                  | Maestría                   | Doctor    |
| Relaciones Internacionales            | licenciado en Letras | MAMÁ                       | Doctor    |
| Ley                                   | LLB                  | LLM MA (Derecho Comercial) | Doctor    |
| Estudios de Bibliotecas e Información | licenciado en Letras | MAMÁ                       | Doctor    |
| Matemáticas                           | BSc                  | Maestría                   | Doctor    |
| Myanmar                               | licenciado en Letras | MAMÁ                       | Doctor    |
| estudios Orientales                   | licenciado en Letras | MAMÁ                       | Doctor    |
| Filosofía                             | licenciado en Letras | MAMÁ                       | Doctor    |
| Física                                | BSc                  | Maestría                   | Doctor    |
| Psicología                            | licenciado en Letras | MAMÁ                       | Doctor    |
| Zoología                              | BSc                  | Maestría                   | Doctor    |
| Ciencias Políticas                    | licenciado en Letras | MAMÁ                       | Doctor    |
| Pesca y acuicultura                   | BSc                  | Maestría                   | Doctor    |

## Alumnos notables

### Política y gobierno
- Aung San : héroe de la independencia nacional, padre de las naciones, revolucionario y fundador del Tatmadaw , las modernas fuerzas armadas birmanas, quinto primer ministro de la Birmania británica
- Aung Thu : Ministro de Agricultura
- Ba Cho : Ministro de Información de 1946 a 1947 y asesinado junto con Aung San en julio de 1947
- Ba Maw : primer ministro de Birmania de 1937 a 1939 y primer ministro de 1943 a 1945 (período de ocupación japonesa)
- Ba Swe : primer ministro de Birmania 1956-1957
- Ba Win : Ministro de Comercio de 1946 a 1947 y asesinado junto con Aung San en julio de 1947
- HN Goshal : político comunista
- Henry Van Thio : segundo segundo vicepresidente de Myanmar
- Khin Nyunt : primer ministro de Birmania de 2003 a 2004 (no completó la licenciatura)
- Khun Htun Oo : político Shan
- Kyaw Nyein : vice primer ministro de Birmania de 1948 a 1949 y nuevamente de 1953 a 1958, primer ministro del Interior de Birmania
- Kyi Maung : ex comandante del ejército y líder de la Liga Nacional para la Democracia
- Ma Saw Sa (Judson College), primera mujer médica birmana, sufragista, sirvió en el parlamento
- Maran Brang Seng : presidente de la Organización para la Independencia de Kachin
- Mahn Win Khaing Than : segundo orador de la Amyotha Hluttaw (2016–)
- Maung Khin : primer presidente del Tribunal Supremo birmano (1921-1924)
- Maung Maung : presidente de Birmania de agosto a septiembre de 1988, ex periodista y abogado
- Maung Maung Kha : Primer ministro de Birmania 1977–1988
- Myo Thein Gyi : Ministro de Educación de la Unión del Gabinete de Htin Kyaw
- Myoma U Than Kywe : Uno de los negociadores de la histórica Conferencia de Panglong en 1947
- Nai Shwe Kyin : líder de derechos civiles y revolucionario de Mon
- Ne Win : presidente del Consejo Revolucionario, cuarto presidente y tercer primer ministro de Birmania
- Ohn Maung : Viceministro de Transporte de 1946 a 1947 y asesinado junto con Aung San en julio de 1947
- Pe Khin : arquitecto jefe del Acuerdo de Panglong
- Shawkat Ali Khan : un redactor de la Constitución de Bangladés
- Thakin Mya : Ministro del Interior de 1946 a 1947 y asesinado junto con Aung San en julio de 1947
- U Nu : primer ministro de Birmania de 1948 a 1956, 1957-1958, 1960-1962
- U Razak : Ministro de Educación asesinado junto con Aung San en julio de 1947
- U Thant : el tercer secretario general de las Naciones Unidas de 1961 a 1971
- Usha Narayanan : primera dama de la India de 1997 a 2002
- Win Maung : el tercer presidente de la Unión de Birmania
- Win Myint (MP) : segundo presidente de la Cámara de Representantes (2016–) y décimo presidente de Myanmar

### Academia
- Benjamin Peary Pal : BP Pal FRS (26 de mayo de 1906 - 14 de septiembre de 1989) fue el primer Director del Consejo Indio de Investigación Agrícola . Fue uno de los principales científicos en genética y mejoramiento del trigo.
- Hla Pe : lingüista, profesora de lengua y cultura birmanas en la Universidad de Londres (1966-1980) y una de las compiladoras de un diccionario birmano-inglés
- Hla Myint : economista y una de las pioneras de la economía del desarrollo.
- Htin Aung : académico de la cultura e historia birmanas, autor de Selecciones de cuentos populares birmanos , uno de los padres fundadores de la Asociación de Instituciones de Aprendizaje Superior del Sudeste Asiático (ASAIHL)
- Mi Mi Khaing : erudito y escritor
- Nanda Thein Zan  : Escritora de textos sobre filosofía y budismo
- Sao Saimong : académico y lingüista, conocido por la escritura shan reformada.
- Sein Tu : Psicólogo
- John Furnivall : un historiador influyente del sudeste asiático
- Nyi Nyi: Viceministro de Educación (1965-1974), profesor de geología
- Pessie Madan : líder indio del sector de investigación y desarrollo de alta tecnología
- Pe Maung Tin : erudito en pali y budismo
- Pho Kyar : novelista y reformista de la educación
- Ronald Findlay : Profesor Ragnar Nurkse de Economía en la Universidad de Columbia.
- Sir Taw Sein Ko (1864-1930): primer arqueólogo registrado de Birmania e interlocutor entre el rey Thibaw y la administración británica
- Than Nyun : economista, pedagogo y ex viceministro
- Than Tun : historiador
- Tha Hla: Fundador del departamento de Geología y luego Rector de la Universidad de Rangún y asesor del Ministerio de Minas.
- Thaw Kaung : bibliotecario y un conocido experto en bibliotecología asiática
- U Myint : Economista
- U Nyun : economista y secretario ejecutivo de la Comisión Económica y Social de las Naciones Unidas para Asia y el Pacífico de 1959 a 1973
- Aung Tun Thet  : economista y consultor de gestión
- Kyaw Thet : Historiador
- Winston Set Aung  : economista y consultor de gestión , ex vicegobernador del Banco Central de Myanmar , viceministro titular del Ministerio de Planificación y Finanzas
- Yin Yin Nwe : Geólogo y asesor principal de educación de Myanmar del presidente de Myanmar, Thein Sein .
- Khin Maung Sein: académico de derecho internacional con sede en Malasia y vicedecano (investigación y posgrado) de Ahmad Ibrahim Kulliyyah of Laws , Universidad Islámica Internacional de Malasia .

### Negocios
- Khin Maung Aye: presidente de CB Bank y presidente de la Asociación de Bancos de Myanmar
- Lim Chin Tsong: un magnate de principios del siglo XX y miembro del Consejo Legislativo de Birmania.
- Michael Moe Myint: fundador de Myint & Associates y Myanmar Petroleum Resources Limited (MPRL)
- Zaw Zaw: fundador de Max Myanmar y vicepresidente de la Confederación Asiática de Fútbol (AFC)

### Artes y literatura
- Ba Gale : dibujante
- Kyi Aye  : poeta y escritor (también médico)
- Collegian Ne Win : actor de cine
- Khin Myo Chit : Escritor y periodista
- Kyi Soe Tun : director de cine
- Than E (Bilat Pyan Than): Cantante
- Ludu Daw Amar : líder de la huelga de estudiantes de la Universidad de Rangún de 1936, escritor y periodista
- Min Thu Wun :  Mon - erudito y poeta birmano
- Mya Than Tint  : novelista, traductora
- Saya Zawgyi : Escritor y parte del movimiento literario Khit-San (no completó el grado)
- Thein Pe Myint : escritor, periodista y secretario general del Partido Comunista de Birmania
- Theippan Maung Wa : escritor y parte del movimiento literario Khit-San en la década de 1930
- Maung Htin : Escritor y parte del movimiento literario Khit-San
- Myo Min (Ngwe Soe): Escritor y parte del movimiento literario Khit-San
- Tin Maung : actor y director de cine
- Wah Wah Win Shwe : Actriz
- Nwe Yin Win : Cantante
- K Ja Nu : Cantante
- Kyaw Thu : actor y presidente de Free Funeral Service Society
- May Sweet : cantante y actriz
- Zaw Win Htut : cantante de rock
- Sin Yaw Mg Mg : Director de cine
- Graham : cantante